# Sordellina punctata
Sordellina punctata är en ormart som beskrevs av Peters 1880. Sordellina punctata är ensam i släktet Sordellina som ingår i familjen snokar. Arten tillhör underfamiljen Dipsadinae som ibland listas som familj.
Inga underarter finns listade i Catalogue of Life.
Arten är med en längd av 32 till 42 cm en liten orm. Den förekommer i sydöstra Brasilien från delstaten São Paulo till delstaten Santa Catarina. Sordellina punctata vistas i låglandet och i kulliga områden upp till 900 meter över havet. Denna orm lever främst i skogar men den har viss förmåga att anpassa sig till förändrade landskap. Individerna är dagaktiva och de simmar ofta i vattnet. Födan är vanligen daggmaskar och andra maskar. Vid ett tillfälle dokumenterades en maskgroda av släktet Caecilia i ormens matsäck.
Skogsavverkningar och andra landskapsförändringar kan hota beståndet men än så länge finns många lämpliga skogar kvar. I utbredningsområdet inrättades flera skyddszoner. IUCN listar arten som livskraftig (LC).